# جورجز هال
جورجز هال (به انگلیسی: Georges Hall) یک حومه شهر در استرالیا است که در نیو ساوت ولز واقع شده‌است.